# Jantonie
Jantonie – część wsi Gaik w Polsce, położona w województwie świętokrzyskim, w powiecie pińczowskim, w gminie Działoszyce.
W latach 1975–1998 Jantonie administracyjnie należały do województwa kieleckiego.